# فرودگاه ماونت گمبیر

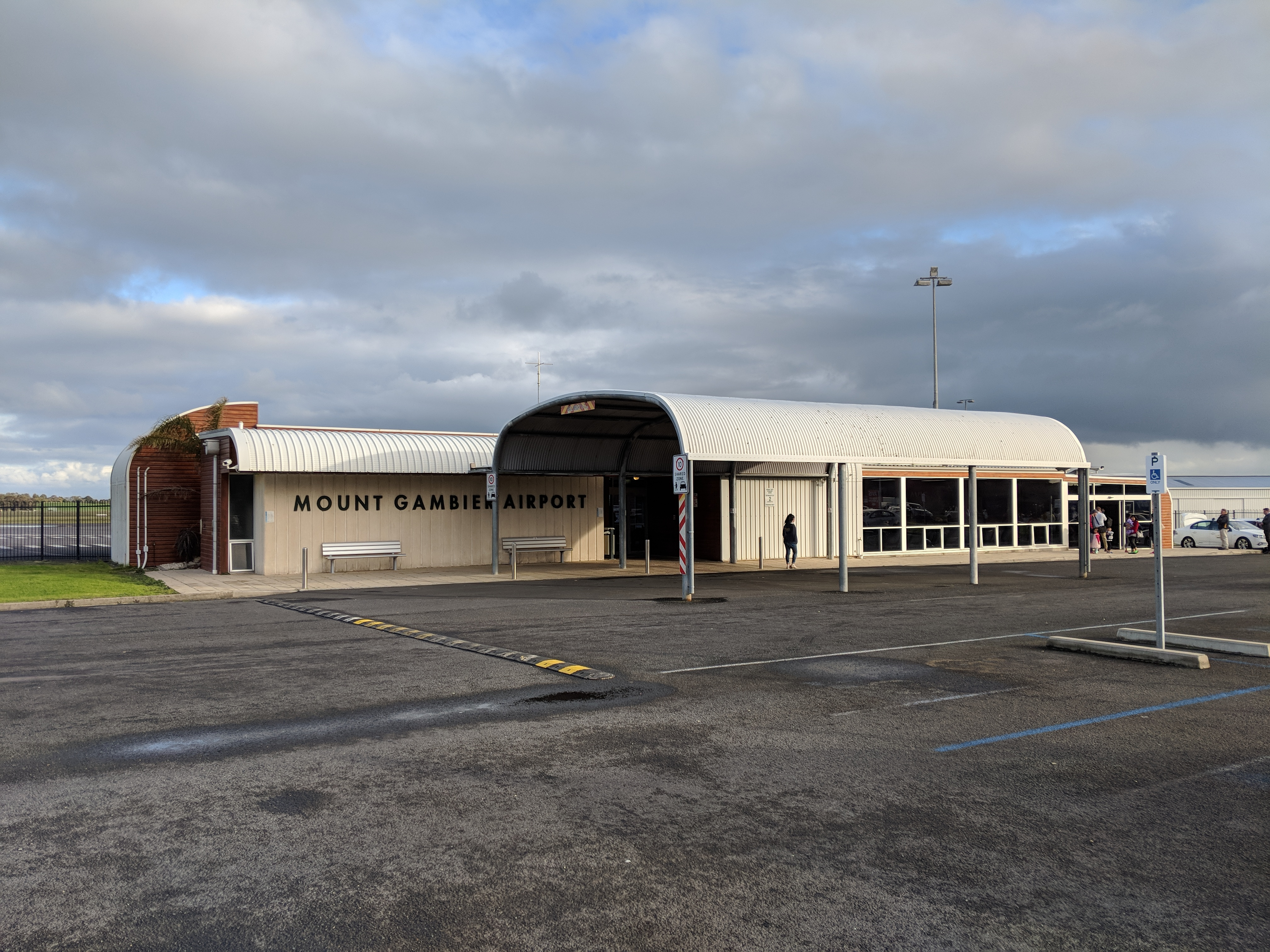
فرودگاه

فرودگاه ماونت گمبیر (به انگلیسی: Mount Gambier Airport) یک فرودگاه همگانی ۹۷۰۸۵ با کد یاتا MGB است که یک باند فرود بله دارد و طول باند آن آسفالت متر است. این فرودگاه در کشور استرالیا قرار دارد و در ارتفاع ۶۴ متری از سطح دریا واقع شده‌است.